# Каплицкий, Вацлав
Вацлав Каплицкий (28 августа 1895, Сезимово-Усти, Австро-Венгрия — 4 октября 1982, Прага, Чехословакия) — чешский писатель, автор ряда исторических романов.

## Биография
Вацлав Каплицкий родился в городе Сезимово-Усти в 1895 году. В 1914 году он закончил гимназию в Таборе, годом позже был призван в армию и отправлен на один из фронтов Первой мировой войны в Галицию. В 1916 году Каплицкий попал в плен к русским. Он вступил в чехословацкий корпус, в 1918 году принял участие в мятеже, во Владивостоке снова попал в плен и вернулся на родину в 1919 году. Каплицкий работал в социалистическом союзе чехословацких легионеров, в министерстве обороны, в ряде книжных издательств, писал для многих газет. С 1950 года он полностью посвятил себя писательству.
Каплицкий известен в первую очередь как автор исторических романов, работавший во многом под влиянием книг Алоиса Йирасека. Это книги, посвящённые чешской истории. Они рассказывают о гуситских войнах, крестьянских восстаниях, охоте на ведьм и преследованиях еретиков. Уже в 1950-х годах Каплицкий стал самым плодовитым из чешских романистов, работавших в историческом жанре.
Список книг
- Горностай (1936; о чехословацких легионах);
- Всё ещё не гремит (1944);
- Звезда на Востоке (1946; о легионерах в первые годы существования Чехословакии);
- Четвёртое сословие (1952; о восстании 1618—1620 годов);
- Железная корона (1954; об эпохе после Тридцатилетней войны);
- Буря (1955);
- Рекруты (о крестьянском восстании в конце XVIII века);
- Отрывки из хроник (1958);
- Сжатый кулак (1959);
- О верности и предательстве (1959; сборник исторических рассказов для юношества);
- Молот ведьм (1963; об охоте на ведьм в конце XVII века);
- Республика Табор (1969; о гуситах);
- Королевская дуэль (1971);
- Nalezeno právem (1971; о преследованиях евреев в конце XVII века);
- Škůdce zemský Jiří Kopidlanský (1976; об эпохе Ягеллонов);
- Великий театр (1977; о начале Тридцатилетней войны);
- Кто с кем (1979; об эпохе Ягеллонов);
- Жизнь алхимика (1980; о Рудольфе II и Эдварде Келли).

## Экранизации
В 1969 году чехословацкий режиссёр Отакар Вавра снял по мотивам романа Каплицкого «Молот ведьм» одноимённый фильм.